# 아베디스 질전 컴퍼니

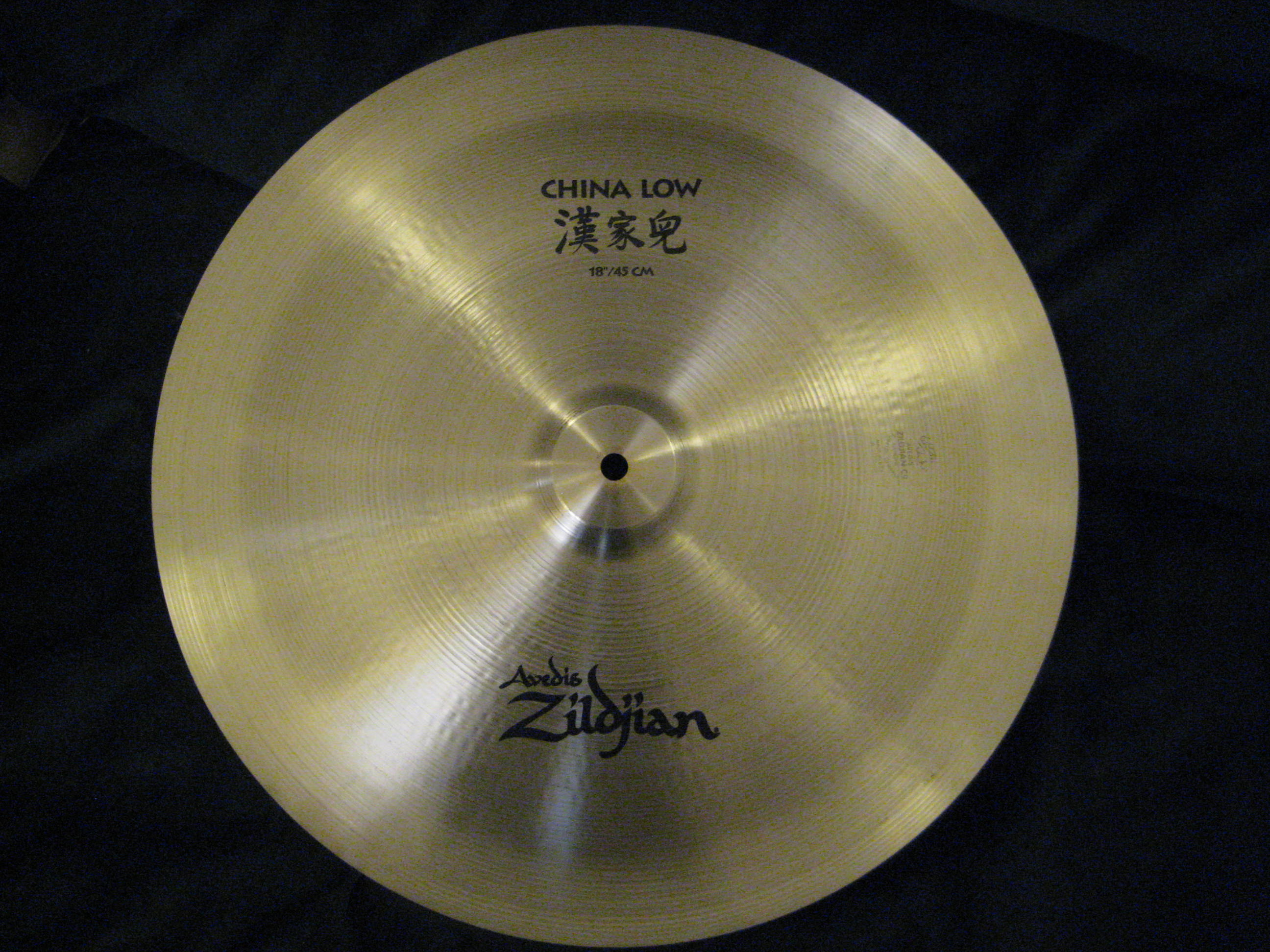
18인치 질전 심벌

아베디스 질전 컴퍼니(Avedis Zildjian Company) 또는 질전(Zildjian)은 심벌즈와 기타 타악기를 전문으로 하는 악기 제조기업이다. 17세기 오스만 제국의 아르메니아인 질전가(家)에 의해 설립된 이 기업은 20세기에 미국으로 옮겼다. 오늘날 세계 최대의 심벌 및 드럼스틱 메이커이다.
이 기업은 1623년 아베디스 질전에 의해 콘스탄티노폴리스에 설립되었다. 질전은 현재 매사추세츠주 노웰에 위치해 있다. 질전은 세계에서 가장 오래된 악기 제조사이자 세계에서 가장 오랫동안 운영한 기업들 가운데 하나이다.

## 저명한 연주자
- 릭 앨런
- 진저 베이커
- 트래비스 바커
- 척 벨러
- 아트 블래키
- 롭 버든
- 맷 캐머런
- 윌 챔피언
- 트레 쿨
- 피터 크리스
- 조슈 던
- 디페쉬 모드
- 잭 패로
- 믹 플리트우드
- 스티브 갯
- 데이브 그롤
- 오마르 하킴
- 그레이트풀 데드
- 보스턴 (밴드)
- 테일러 호킨스
- 랩소디 오브 파이어
- 엘빈 존스
- 필리 조 존스
- 조이 크레이머
- 토미 리
- 마이크 맨지니
- 키스 문
- 사이먼 필립스
- 버디 리치
- 맥스 로치
- 나인 인치 네일스
- 가 사무엘슨
- 필 셀웨이
- 에릭 싱어
- 잭 스타키
- 링고 스타
- 필 테일러
- 로저 테일러
- 라스 울리히
- 찰리 와츠
- 앨런 화이트 (예스 드러머)
- 토니 윌리엄스
- 닐 피어트